# Xenoplatyura octosegmentata
Xenoplatyura octosegmentata är en tvåvingeart som först beskrevs av Enrico Adelelmo Brunetti 1912.  Xenoplatyura octosegmentata ingår i släktet Xenoplatyura och familjen platthornsmyggor. Inga underarter finns listade i Catalogue of Life.